# 127 Hours
127 Hours er en britisk/amerikansk biografisk film fra 2010, produceret, skrevet og instrueret af Danny Boyle. Filmen har James Franco i hovedrollen, som bjergbestigeren Aron Ralston, der tilbage i 2003 kom ud for en ulykke i Robbers Roost, Utah, da en stenblok på 500 kilo rev sig løs og klemte Arons hånd fast. I seks dage var Aron fanget i en snæver canyon i Blue John Canyon med meget lidt vand og mad. Filmen er baseret på Aron Ralstons selvbiografi Et umuligt valg (eng.: Between a Rock and a Hard Place). Boyle skrev manuskriptet sammen med Simon Beaufoy og filmen blev produceret af Christian Colson. De tre havde arbejdet sammen på Boyles tidligere film Slumdog Millionaire.  Filmen fik biografpremiere i Danmark den 3. februar 2011, og blev udgivet på DVD og Blu-ray den 14. juni. Filmen blev godt modtaget af kritikerne og blev nomineret til seks Oscars, herunder Bedste film og Bedste skuespiller (James Franco).

## Handling
I april 2003, er Aron Ralston alene på en en-dagstur i Robbers Roost i Utah. Han regner kun med at være væk én dag, så han har ikke fortalt nogen, hvor han er taget hen. På sin udflugt møder han to unge damer, Megan og Kristi, som han vandrer med et par timer. Pigerne tager tilbage igen, men Aron beslutter sig for at vandre videre gennem de snævre canyons. Pludselig river en tung stenblok sig løs og i løbet af et splitsekund, er Arons hånd fastklemt. Han prøver at komme fri ved at skubbe til blokken, men den rykker sig ikke. Så gennemgår han sin proviant i sin rygsæk: to sandwichs, lidt under en liter vand, et reb, et videokamera og en lommekniv. Med kniven forsøger han at hakke i stenen for at få sin hånd fri, men der sker intet. Han indser, at han må tage utænkelige midler i brug, hvis han skal overleve. Er Megan og Kristi de to sidste mennesker, han nogen sinde kom til at se i sit liv?

## Cast
- James Franco som Aron Ralston
- Amber Tamblyn som Megan McBride
- Kate Mara som Kristi Moore
- Clémence Poésy som Rana
- Lizzy Caplan som Sonja
- Treat Williams som Ralstons far
- Kate Burton som Ralstons mor

## Produktion
Danny Boyle havde ønsket at lave en film om Aron Ralstons historie i fire år. Boyle skrev et kort manuskript og Simon Beaufoy skrev det fulde udkast. Boyle beskriver 127 Hours, som en "meget britisk film", og som "en actionfilm, hvor helten ikke kan bevæge sig."'
Avisen News of the World reporterede i november 2009, at Cillian Murphy var Boyles første valg til at spille Ralston. De to havde tidligere arbejdet sammen på filmene 28 dage senere og Sunshine. I januar 2010, var James Franco castet til rollen som Ralston. Lizzy Caplan spiller hans søster Sonja.
Optagelserne blev rapporteret til at begynde i marts 2010 i Utah. Boyle havde til formål at skyde den første del af filmen uden dialog. Den 17. juni 2010 var filmen i post-production.